# Kristin Otto
Kristin Otto (Leipzig, República Democràtica Alemanya, 7 de febrer de 1966) és una nedadora alemanya, ja retirada, guanyadora de 6 medalles olímpiques en els Jocs Olímpics d'Estiu de 1988, celebrats a Seül (Corea del Sud), en tres estils diferents, lliure, esquena i papallona, en una actuació global que constitueix un dels més grans èxits esportius de la història; era la primera nedadora, i de moment l'única, que aconseguia sis medalles d'or en una sola cita olímpica.

## Biografia
Va néixer el 7 de febrer de 1966 a la ciutat de Leipzig, població situada a l'estat de Saxònia, que en aquells moments formava part de la República Democràtica Alemanya (RDA) i que avui en dia forma part d'Alemanya. Va començar a nedar quan tenia onze anys i aviat, al 1982, establia el seu primer rècord mundial com a membre de l'equip de relleus del seu país. Als setze ja participava en la seva primera competició internacional, els Mundials d'Equador de 1982, on aconseguia tres medalles i, a més, batia la barrera del minut en els 100 metres esquena, amb 59,97 segons.
Després dels seus èxits esportius, es retirà de la competició després dels Campionats d'Europa de Natació celebrats a Bonn el 1989, quan tot just tenia 23 anys. Després va estudiar Periodisme i treballà de comentarista per a la cadena ZDF.

## Carrera esportiva
Sense poder participar en els Jocs Olímpics d'Estiu de 1984 realitzats a Los Angeles (Estats Units) a causa del boicot polític realitzat per la RDA, la seva única incursió olímpica fou als Jocs Olímpics d'Estiu de 1988 celebrats a Seül (Corea del Sud), on va aconseguir guanyar sis medalles d'or en les sis proves en les quals participava: 50 i 100 metres lliures, 100 m. esquena, 100 m. papallona i relleus 4x100 lliures i 4x100 estils. A Seul 88 també va batre quatre rècords del món. En el Campionat d'Europa que s'havia celebrat l'any anterior, el 1987, a Estrasburg, ja havia guanyat cinc de les mateixes sis proves, només faltava la de 50, en què no competia.
Al llarg de la seva carrera ha guanyat 9 medalles en el Campionat del Món de natació, entre les quals set medalles d'or; i 11 medalles en el Campionat d'Europa de natació, nou de les quals d'or.
Fou nomenada nedadora de l'any i nedadora europea de l'any per la revista Swimming World Magazine els anys 1984, 1986 i 1988. Amb ella es tancava el domini de les nedadores de l'Alemanya de l'Est, que s'havia mantingut des dels anys 70.